# Afag Masud
Afag Masud (Afaq Masud; Afag Masud Gizi Valijeva, Baku, 1957. június 3. –) azerbajdzsáni író, drámaíró, műfordító és újságíró. Azerbajdzsán Miniszteri Kabinetje mellett működő Fordító- és Tolmácsközpont igazgatója.

## Élete
Értelmiségi családban nőtt fel, költők és más művészek vették körül. Már tizenéves korában érdeklődött az irodalom iránt. 1979-ben a Bakui Állami Egyetem újságíró karán végzett. 2000-ben a Bécsi Egyetemen megvédte a doktori értekezését. 1979 és 1986 közötti időszakban az Azerbajdzsán Film Filmstúdió szerkesztőségének tagjaként dolgozott, 1986-tól 1988-ig pedig az Azerbajdzsán Film rendezője volt. 1989 és 2014 között a fordítási és irodalmi kapcsolatok központjának elnöke és egy irodalmi magazin főszerkesztője. 2014. május 16-tól Azerbajdzsán Miniszteri Kabinetje mellett működő Fordító- és Tolmácsközpont igazgatója.

## Munkássága
1978-ban, 21 éves korában írta és adta ki első regényét (Átok). A következő években további 8 regényt, valamint számos novellát, esszét és színjátékot tett közzé. A munkáiban fontos, hangsúlyos szerepet kap a pszichológia, a főszereplők jellemének bemutatására, személyiségük fejlődésére alkalmazza. Elhagyja azt a gondolatot, hogy egy regényt egy meghatározott témára helyezzen, rámutatva a leírt kérdések univerzális természetére. Noha műveiben szinte az összes főszereplő asszony, lány, és a kezelt problémák nagyrészt nemspecifikusak, nem ért egyet azokkal, akik feminista írónak tartják őt.
Híres az olyan szerzők, mint Franz Kafka, Guy de Maupassant és Gabriel García Márquez munkáinak azeri nyelvre fordításáról. Jelenleg a Khazar irodalmi magazin főszerkesztője. A könyveit a világ különböző országaiban fordították és publikálták (orosz, angol, francia, német, magyar, perzsa, arab, török és üzbég nyelven).

## Művei
- Qarğış (1978) Átok
- Keçid / Hozzáférés
- Üzü işığa / Szemtől szembe
- Cəza / Büntetés
- Suiti / Pecsét
- Fatma
- İzdiham / Tömeg
- Azadlıq (1997) Szabadság
- II İohann / II. János
- Yataqxana / Szálló

## Magyarul
- Szabadulás; ford. Pál Laura; Napkút, Budapest, 2020 ISBN 9789632638973

## Fordítás
- Ez a szócikk részben vagy egészben  az   Afag Masud című angol Wikipédia-szócikk ezen változatának fordításán alapul.  Az eredeti cikk szerkesztőit annak laptörténete sorolja fel. Ez a jelzés csupán a megfogalmazás eredetét és a szerzői jogokat jelzi, nem szolgál a cikkben szereplő információk forrásmegjelöléseként.